# Penisa leprosa
Penisa leprosa är en fjärilsart som beskrevs av George Francis Hampson 1910. Penisa leprosa ingår i släktet Penisa och familjen nattflyn. Inga underarter finns listade i Catalogue of Life.